# Nadji Jeter
Nadji Anthony Jeter, född 18 oktober 1996 i Atlanta i Georgia, är en amerikansk skådespelare. Han är känd för sina roller som Keenan Reynolds i Reed Between the Lines och Miles Morales i Spider-Man.

## Biografi
Jeter föddes den 18 oktober 1996 i Atlanta, Georgia. Från en ung ålder märkte Jeters föräldrar att han hade speciella talanger för dans och skådespeleri. 2007 flyttade Jeter och hans familj till Los Angeles, Kalifornien för att låta honom fortsätta sin skådespelarkarriär.

## Filmografi (i urval)
| - 2006 – Dirty Laundry - 2006 – Beats Style and Flavor - 2007 – Grey's Anatomy (TV-serie) - 2008 – Lower Learning - 2008 – Everybody Hates Chris (TV-serie) - 2009 – Opposite Day - 2009 – The Forgotten (TV-serie) - 2010 – Grown Ups - 2011–2015 – Reed Between the Lines (TV-serie) - 2013 – Castle (TV-serie) - 2013 – Grown Ups 2 - 2014 – Kirby Buckets (TV-serie) | - 2015 – Jessie (TV-serie) - 2015 – Last Man Standing (TV-serie) - 2016 – The 5th Wave - 2016 – Dance Camp - 2017 – Disconnected - 2017 – Bobbi Kristina - 2017–2020 – Spider-Man - 2017 – Flock of Four - 2017 – Wonder - 2019 – The Red Line (TV-serie) - 2019 – Miss Virginia - 2021 – The Runner |